# LucioDallaLive - La neve con la luna
LucioDallaLive - La neve con la luna ... è un doppio CD live del cantautore bolognese Lucio Dalla, registrato durante il tour del 2008 successivo alla pubblicazione dell'album Il contrario di me.

## Registrazione
L'album è frutto della registrazione del concerto di Bologna del 19 novembre 2007, tenuto all'Europauditorium, nell'ambito del tour teatrale che seguì l'uscita del suo ultimo album di inediti.

## Tracce

### Disco 1
1. Tu non mi basti mai - 4:56
2. Lunedì - 4:08
3. Liam - 4:30
4. Henna (recitativo Marco Alemanno) - 3:00
5. Henna - 6:33
6. Malinconia d'Ottobre - 4:05
7. Se io fossi un angelo - 4:57
8. Come è profondo il mare - 5:27
9. La mela - 4:03
10. Due dita sotto il cielo - 4:07
11. Viaggi organizzati - 1:20

### Disco 2
1. Futura - 5:40
2. Felicità - 4:40
3. Canzone - 4:48
4. INRI - 3:57
5. Ayrton - 4:41
6. Amore disperato - 3:57
7. Medley acustico: La casa in riva al mare - 4/3/1943 - Piazza Grande - 10:43
8. Anna e Marco - 4:44
9. Caruso - 5:40
10. Medley elettrico: Ciao - Washington - Disperato erotico stomp - Cosa sarà - Balla balla ballerino - Stella di mare - 14:19
11. Attenti al lupo - 4:55
12. Le rondini - 4:31 (Extra Track) solo nella versione DVD

## Formazione
- Lucio Dalla - voce
- Ricky Portera, Bruno Mariani - chitarra
- Fabio Coppini - tastiera
- Roberto Costa - basso
- Maurizio Dei Lazzaretti - batteria
- Gionata Colaprisca - percussioni

Sul palco, Lucio Dalla è stato accompagnato da Iskra Menarini, con cui duetta nella traccia Amore disperato, tratta dall'opera teatrale da lui stesso curata Tosca - Amore disperato, cantata originariamente in duetto con Mina nell'album Lucio, del 2003. L'attore Marco Alemanno, invece, introduce la traccia Henna, recitandone il testo, cui il cantautore fa capire di essere profondamente affezionato.

## Curiosità
- Dell'album è disponibile una versione DVD; la regia delle riprese è affidata ad Ambrogio Lo Giudice
- Durante l'esecuzione di Piazza Grande, in cui Lucio Dalla gioca con il pubblico dell'auditorium, egli afferma, riguardo al brano: "[...] vi dico solo che ha provato a rovinarla Gianni Morandi, però l'ha cantata talmente bene che non l'ha rovinata [...]